# Sedilia compacta
Sedilia compacta is een slakkensoort uit de familie Drilliidae. De wetenschappelijke naam van de soort is voor het eerst geldig gepubliceerd in 2011 door Faber.